# Scotinotylus formicarius
Scotinotylus formicarius is een spinnensoort in de taxonomische indeling van de hangmatspinnen (Linyphiidae).
Het dier behoort tot het geslacht Scotinotylus. De wetenschappelijke naam van de soort werd voor het eerst geldig gepubliceerd in 1972 door Charles Denton Dondale & Redner.